# VR Troopers (jeu vidéo)
VR Troopers est un jeu vidéo de combat basé sur la série télévisée VR Troopers. Le jeu est sorti en 1995 sur Mega Drive et Game Gear et a été développé par Syrox Developments et édité par Sega.